# Ștefan Stănculescu
Ștefan Stănculescu (ur. 16 września 1923 w Bukareszcie – zm. 4 października 2013) – rumuński piłkarz grający na pozycji bramkarza, a następnie trener piłkarski, były selekcjoner reprezentacji Zairu.

## Kariera klubowa
W swojej karierze piłkarskiej Stănculescu grał w takich klubach jak: Sportul Studențesc Bukareszt (1942-1946), Șurianul Sebeș (1946-1947), Unirea Tricolor Bukareszt (1947-1948) i Metalul Bukareszt (1949-1953).

## Kariera trenerska
Po zakończeniu kariery piłkarskiej Stănculescu został trenerem. W latach 1956–1957 prowadził ARO Muscelul Câmpulung, a w latach 1958-1973 pracował jako trener młodzieży w Dinamie Bukareszt. W 1974 roku został trenerem irańskiego Abu Moslem Meszhed.
W latach 1974–1976 Stănculescu był selekcjonerem reprezentacji Zairu. W 1976 prowadził ją w Pucharze Narodów Afryki 1976, jednak odpadł z nią po fazie grupowej.